# Walter Paul Dürst
Walter Paul Dürst, född 28 februari 1927 i Davos, död 2 maj 2016, var en schweizisk ishockeyspelare.
Dürst blev olympisk bronsmedaljör i ishockey vid vinterspelen 1948 i Sankt Moritz.